# 배리 리빙스톤

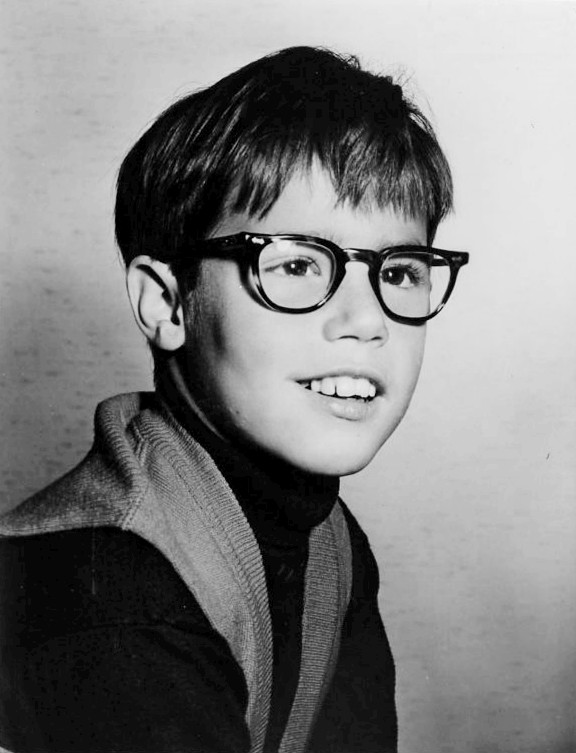

배리 리빙스턴(Barry Livingston, 1953년 12월 17일 ~ )은 미국의 배우이다.
할리우드에서 태어났다.

## 출연 작품
- 워 독 (2016년)
- 저지 보이즈 (2014년)
- 소셜 네트워크 (2010년)
- 조한 (2008년)
- 조디악 (2007년)
- 빅 러브 (2006년)
- 대통령의 딸 (2004년)
- 컴백 차일드 (2003, Dickie Roberts: Former Child Star)
- 불가사리 3 (2001년)
- 엄마는 투명 인간 2 (1999년)
- 네이비 씰 2 (1996년)
- 엄마는 투명 인간 (1995년)
- 디 엘프 후 세이브드 크리스마스 (1992년)
- 반칙 게임 (1992년)
- 청춘 고백 (1983년)
- 마이 식스 러브스 (1963년)

### 텔레비전
- 나의 세 아들 (1963-72)
- 천재소년 두기 (1990-92)